# إيرباص إيه 330 نيو
إيرباص إيه 330 نيو (بالإنجليزية: Airbus A330neo) هي طائرة ركاب نفاثة، ذات جسم عريض، وثنائية المحرك، قيد التطوير حاليا من قبل إيرباص، لتحل محل طائرات إيرباص إيه 330 (حالياً A330ceo ("Current Engine Option")). وسيكون هناك نوعين مختلفين من إيه 330 نيو، وإيه330-800نيو وإيه330-900نيو. حروف «نيو» "neo" أخذت من (بالإنجليزية: "New Engine Option") والتي تعني «خيار محرك جديد». ومحرك رولز رويس ترنت 700 سيكون هو الخيار الوحيد من المحركات المتوفرة لتشغيل الطائرة. أيضا، فأن طائرة إيه 330 نيو اشتملت على ميزات وتحسينات أخرى مثل الجنيحات (المستوحاة من إيرباص إيه 350)، وزيد في طول جناحيها حتى أصبحا بطول (64 متر) وكذلك زودت بمحامل محرك (pylons) جديدة. ووفقا لشركة إيرباص، فإن هذه التحسينات تقلل من حرق الوقود بنسبة 14٪ لكل مقعد، مما يجعل من طائرة إيه 330 نيو المتوسطة المدى وذات الجسم العريض الأكثر فعالية من حيث التكلفة في السوق. وسيتم تسليم أول إيه 330 نيو في أواخر عام 2017.

## أوامر شراء موكدة
| تاريخ الطلبية | البلد            | زبون                 | طراز الطائرة | طراز الطائرة | تراكمي |
| تاريخ الطلبية | البلد            | زبون                 | 800neo       | 900neo       | تراكمي |
| ------------- | ---------------- | -------------------- | ------------ | ------------ | ------ |
| 19 Nov 2014   | الولايات المتحدة | خطوط دلتا الجوية     | 0            | 25           | 25     |
| 3 Dec 2014    | الولايات المتحدة | CIT Group            | 0            | 15           | 15     |
| 15 Dec 2014   | ماليزيا          | طيران أسيا (أكس)     | 0            | 55           | 55     |
| 18 Dec 2014   | الولايات المتحدة | خطوط هاواي الجوية    | 6            | 0            | 6      |
| 23 Dec 2014   | إيرلندا          | Avolon               | 0            | 15           | 15     |
| 24 Dec 2014   | تايوان           | خطوط ترانس آسيا      | 4            | 0            | 4.     |
| 9 Mar 2015    | الولايات المتحدة | شركة الأهواء للتأجير | 0            | 25           | 25     |
| المجموع       | المجموع          | المجموع              | 10           | 135          | 145    |

ملاحظات
1. ↑  العميل الأول لإطلاق الطائرة  A330-900neo.

## مواصفات
|                           | A330-800neo | A330-900neo |
| ------------------------- | --- | --- |
| طاقم قمرة القيادة         | اثنان | اثنان |
| السعة المقعدية، القياسية  | 257 (3-درجات) 406 (كحد أقصى) | 287 (3-درجات) 440 (كحد أقصى) |
| طول                       | 58.82 م (193 قدم 0 بوصة) | 63.69 م (208 قدم 11 بوصة) |
| باع الجناح                | 64 م (210 قدم 0 بوصة) | 64 م (210 قدم 0 بوصة) |
| عرض المقعد                | 18 بوصة (45.7 سـم) في الدرجة الاقتصادية المثالية (ثمانية مقاعد في الصف) أو 16.5 بوصة (41.9 سـم) في الدرجة الاقتصادية ذات الكثافة العالية (تسعة مقاعد في الصف) | 18 بوصة (45.7 سـم) في الدرجة الاقتصادية المثالية (ثمانية مقاعد في الصف) أو 16.5 بوصة (41.9 سـم) في الدرجة الاقتصادية ذات الكثافة العالية (تسعة مقاعد في الصف) |
| وزن الإقلاع الأقصى (MTOW) | 242 طن (238 طن طويل؛ 267 طن قصير) | 242 طن (238 طن طويل؛ 267 طن قصير) |
| وزن الهبوط الأقصى         | 186 طن (205 طن قصير) | 191 طن (211 طن قصير) |
| سعة الوقود القصوى         | 139,090 لتر (36740 غالون أمريكي) | 139,090 لتر (36740 غالون أمريكي) |
| أقصى مدى (مع الاحتياطيات) | 7,500 nmi (13,900 كـم) | 6,550 nmi (12,130 كـم) |
| المحرك (×2)               | رولز رويس ترينت | رولز رويس ترينت |
| قوة الدفع (×2)            | ترنت 700 68,000 باوند (300,000 نيوتن) إلى 72,000 باوند (320,000 نيوتن)                                                                                        | ترنت 700 68,000 باوند (300,000 نيوتن) إلى 72,000 باوند (320,000 نيوتن)                                                                                        |

## وصلات خارجية
- تفاصيل عن طائرات إيرباص من عائلة A330
- عرض إطلاق إيرباص إيه 330 نيو